# Torped 613
Torped 613 var en tung tyst utsimningstorped (swim-out) i bland annat svenska flottan, vidareutvecklad av Centrala Torpedverkstaden (CTV), numera Saab AB, baserad på Torped 612 och parallella utvecklingen av nya lätta torpeder.

## Prestanda
Torpeden hade liksom Torped 612 två kontraroterande 3-bladiga propellrar drivna av en väteperoxidmotor och trådstyrning men med Torped 613 tillkom en passiv enplansmålsökare mot ytmål, som även delade sin sensordata med ubåten via styrtråden.

## Utveckling
Torpeden utvecklades under slutet av 1970- och början av 1980-talet genom ett samarbete mellan marinerna i Danmark, Norge och Sverige. Prov utfördes under perioden 1980–1983. Många Torped 612 uppgraderades till Torped 613 de kommande åren.

Torpeden användes av både ubåtar och ytstridsfartyg. I Norge användes torpeden även i Kustartilleriets fasta torpedbatterier.
Torped 613 har idag ersatts med den modernare Torped 62 i Svenska ubåtar och utgått utan ersättare hos ytstridsfartygen, Torped 62 började serielevereras 2001.

## Export
Torped 613 har exporterats till bland annat Norge med beteckningen 613N, Danmark, Singapore och Polen under namnet Torped 617.